# COZY.WEST
COZY.WEST（コジー・ウェスト、1981年 - ）は、京都府出身のスニーカーカスタムアーティスト。

## 人物
- 幼少期よりアーティストである母親から影響を受ける[1]。
- 一級塗装技能士の資格を取得。高級車やスーパーカーの塗装・修理を本職とし、高い塗装技術を磨く[1]。
- スニーカーをカスタムするきっかけは、サッカーメキシコ代表のホルヘ・カンポスが身に着けていたオリジナルにカスタマイズしたユニフォームやグローブ[1]。
- 著名人からのスニーカーカスタムの依頼も受けている[1]。
- 「塗装で日本文化を盛り上げ、職人を育成し、未来につなげたい」意思を持ち、スニーカーカスタムを通じて伝道師として活躍する[2]。

## 経歴
2018年、COZY.WEST中心に立ち上げた京都靴馬鹿野郎一代が927Brandとコラボし販売したアパレルの売上一部をオレンジリボンに寄付。
2021年、TARRAGOオフィシャルアンバサダー就任。Showupとコラボ。
2022年、スニーカーズ ケア公式サイトが公開。8足のスニーカーカスタムをプロデュース。

## 作品
- 2021年1月 - RYO the SKYWALKER model[7]
- 2021年3月 - 野村克則 model
- 2021年4月 - 毛利大亮 model
- 2021年8月 - 孫GONG model
- 2022年1月 - アキナ秋山 model
- 2022年2月 - 渡嘉敷来夢 model
- 2022年4月 - 渡嘉敷来夢 model、SPHERE model
- 2022年5月 - 山内健司 model
- 2022年7月 - PUSHIM model
- 2022年8月 - 孫GONG model
- 2022年10月 - RUDEBWOY FACE model、SHINGO☆西成 model
- 2022年11月 - DJ脇 model
- 2023年8月 - レイザーラモンRG model
- 2024年4月 - PUSHIM model
- 2024年11月 - こがけん model

## 出演

### テレビ
- バキバキ☆ビート!（サンテレビ、2021年3月13日）

### インターネット配信

#### ラジオ
- Happy Bomber Friday「近田直人の先生どないしたらええの！」(RadiCro、2019年3月15日)

#### 動画
- タラゴ公式スニーカーカスタムHow to動画 (サフィール公式チャンネル、2021年)
- 「THE HEIST/WHAT I FEEL LIKE (MV)」 (SPHERE、2024年)

## イベント

### 展示
- 2022年9月 - GINZA SNEAKER HILLS OnebyOne=[8][9]
- 2024年1月 - Sneaker Con Nagoya タラゴブース
- 2024年4月 - Sneaker Con Fukuoka タラゴブース
- 2024年8月 - Sneaker Con Tokyo タラゴブース